# District de Chengguan (Lhassa)
Cette page contient des caractères spéciaux ou non latins. S’ils s’affichent mal (▯, ?, etc.), consultez la page d’aide Unicode.
Pour les articles homonymes, voir Chengguan.
Le district de Chengguan (chinois simplifié : 城关区 ; pinyin : chéngguān qū ; tibétain : ཁྲིན་ཀོན་ཆུས་, Wylie : khrin kon chus, pinyin tibétain : Chingoinqü) est un district urbain et le centre-ville de la ville-préfecture de Lhassa, subdivision administrative de la Région autonome du Tibet en Chine.

## Démographie
La population du district était de 138 267 habitants en 1999.

## Fête
Chaque année, depuis 2015, se tient la fête de la cueillette de la nectarine.